# Île Trimelone
L'île Trimelone (en italien : isola Trimelone) est une île d'Italie du lac de Garde appartenant administrativement à Brenzone.

## Géographie
Située entre Cassone et Assenza, à une centaine de mètres de la côte, elle s'étend sur environ 260 m de longueur pour une largeur approximative de 60 m.

## Histoire

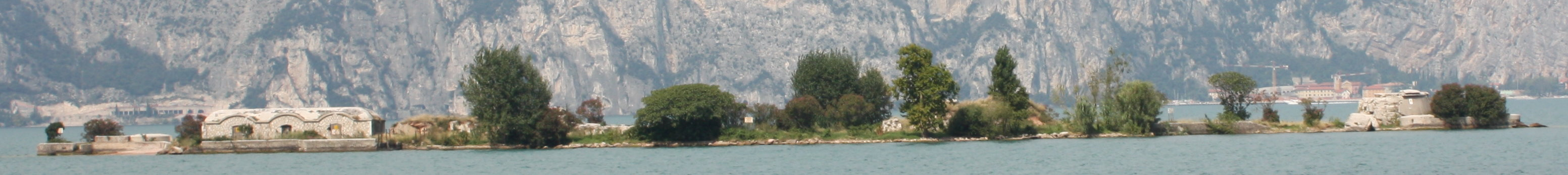
Vue panoramique.

Au Xe siècle, au moment de l'invasion hongroise, les paysans et pêcheurs s'y réfugient. Ils y construisent une sorte de forteresse qui a été détruite par les troupes de Frédéric Barberousse en 1158 puis a été reconstruite par les Della Scala. 
Base militaire stratégique dès la fin du XIXe siècle, plus de 100 000 bombes y ont été construits. 
Lors de la Première Guerre mondiale, l'île est utilisée comme un avant-poste par l'Autriche-Hongrie et change de mains à de nombreuses reprises. Riva del Garda, restée austro-hongroise, est bombardée à partir de l'île. 
Évacuée en 1930, elle est de nouveau utilisée lors de la Seconde Guerre mondiale. Benito Mussolini s'y rend le 20 mars 1945 et y a une violente dispute avec le journaliste et le peintre Ivanoe Fossani.
Démantelée après la guerre, le 5 octobre 1954, les habitants de Brenzone sont réveillés en sursaut par une violente explosion juste avant minuit : plusieurs tonnes de matières explosives ont été volées et empilées par des travailleurs de l'entreprise. Au cours des trois jours d'explosions, les corps explosifs stockés sur l'île ont été jetés dans le lac. Depuis lors, il est prévu d'évacuer les mines, mais faute d'argent, l'opération n'a jamais lieu et régulièrement des détonations de mines, déclenchées d'elles-mêmes, se font entendre. Il est ainsi strictement interdit de se rapprocher de l'île.
Enfin, au début de l'année 2005, l'évacuation est engagée grâce à des finances de la province de Vérone, de banques et de la ville de Brenzone. Jusqu'en mai 2006 ce sont 26 000 bombes qui sont collectées. La récupération s'avéra difficile car beaucoup d'explosifs étaient très corrodés. 
Les bâtiments militaires sont toujours visibles. Ils comprennent l'ancienne caserne, le fort et le port. L'ensemble est complètement démantelé. Un projet de musée est depuis en discussion.